# حسام‌آباد (همدان)
حسام‌آباد، روستایی از توابع شهرستان فامنین است.
پیشینه این روستا به حدود 200 سال قبل باز میگردد که پس حمله قوم دزدان به روستای دیگری بنام باغچه غاز و وقوع قحطی و خشکسالی های فراوان، بزرگان و شیوخ روستا تصمیم میگیرند روستای باغچه غاز را با تمام خدم و حشم و ملحقات به شخصی بنام حاج اورجعلی کریمی فروخته و با یک راس بز ‌‌‌‌‌‌‌‌‌در حدود چهار کیلومتری روستای باغچه غاز اقدام به تأسیس روستای حسام آباد (آقیازو) نمایند. ‌‌ روستای حسام آباد ( آقیازو) از سمت شمال به مسینک از جنوب به قابانقلی از غرب به دهله یا دهلق و از سمت شرق به رشته کوهای موسوم به چی علی منتهی می‌گردد. در ازمنه بسیار دور و قبل از اصلاحات ارضی، جوی آبی موسوم به مان آرخی از سمت روستای سوزن که در ضلع شمالی و پنج کیلومتری روستا وجود دارد با آبدهی بسیار بالا به اراضی آبی این روستا منتهی میشد که آثار این جوی آب در بعضی مناطق همچنان موجود است ، همچنین روستای آقیازو(حسام آباد) زیر نظر خان سوزن اداره میشد ، و در اوایل دهه هشتاد هجری شمسی جنگ سختی بین اهالی دو روستا در گرفت که در نهایت به دلیل عدم وجود پشتیبانی لجستیکی و نیروی انسانی روستای حسام آباد منجر به بسته شدن قرارداد ننگین سوزمنچای  شد که به واسطه آن اراضی بسیاری از آقیازو به روستای سوزن الحاق گردید و پرونده آب مان آرخی نیز برای همیشه بسته شد .

## جمعیت
این روستا در دهستان مفتح قرار دارد و براساس سرشماری مرکز آمار ایران در سال ۱۳۹۵، جمعیت آن ۱۱۰ نفر (۳۲خانوار) بوده‌است.